# تونی بلتران
تونی بلتران (انگلیسی: Tony Beltran؛ زادهٔ ۱۱ اکتبر ۱۹۸۷) یک بازیکن فوتبال اهل ایالات متحده آمریکا است.
وی همچنین در تیم ملی فوتبال ایالات متحده آمریکا بازی کرده است.